# 恆河猴病
恆河猴病（英語：Rhesus disease）或Rh病（英語：Rh disease）全名又称为Rh因子不相符引起的新生兒溶血病（rh-hemolytic disease of the newborn，Rh-HDFN）是指孕妇体内的抗体攻擊嬰兒的红血球，而发生的溶血性疾病 。症状通常包括婴儿贫血和黄疸。发病时间可能在出生前或出生后不久。并发症包括可能死產、胎兒水腫、智能障礙、听力减退或視覺障礙 。
它是由抗D抗体引起的一種胎儿和新生儿溶血病。它发生在对RhD阳性血液敏感的RhD阴性妇女，婦女身上帶有抗D抗體。產生抗體或致敏的可能原因，包括：先前怀孕期间或曾接受輸血時，曾接触過RhD陽性的抗原。在婦女怀上RhD阳性婴儿後，抗體可能穿過胎盤，而攻轉嬰兒的紅血球。致敏的危险因子包括母亲为O型血。通常在常规产前保健時提前發現並診斷。
為RhD阴性的孕妇注射抗Rh因子免疫球蛋白，將可预防99%的疾病發生 。受影響的嬰儿或新生兒，其治疗則依病情严重程度而定，可能需要輸血、光照治療或静脉注射免疫球蛋白 。婴儿在出生前可以接受输血。在某些情况，可能会建议提早生产，以便可以尽早治疗。
据估计，每年有超过35万名婴儿患恆河猴病。虽然在已開發國家並不常见，但在发展中国家仍然相对常见 。在這樣的高風險妊娠中，约有三分之一的婴儿死亡，另外三分之一造成残疾。截至 2020 年，约有一半应采取预防措施的女性并未采取预防措施。此症状早在 1609 年的法国就已被描述，但也可能是希波克拉底在公元前 400 年左右描述了此病症。